# 鶏脳脊髄炎
鶏脳脊髄炎（にわとりのうせきずいえん、英:avian encephalomyelitis）とは鶏脳脊髄炎ウイルス感染を原因とする鳥類の感染症。ニワトリを主な宿主とし、稀にキジ、ウズラ、七面鳥に感染する。
鶏脳脊髄炎ウイルスはピコルナウイルス科に属するRNAウイルス。水平感染、垂直感染（介卵感染）を起こす。産卵鶏への感染ではV字型の産卵低下を起こし、介卵感染した場合は死ごもり卵となる。雛では1~2週齢に多発し、1ヶ月齢以上では感染しても発症しない。発症雛は元気消失、食欲減退、震え、歩行異常、脚麻痺などの症状を示し、病理学的変化として神経細胞の中心性虎斑融解、囲管性細胞浸潤を伴う非化膿性脳脊髄炎が認められる。診断は病理所見と酵素抗体法や蛍光抗体法による中枢神経からのウイルス抗原の検出によって行われる。種鶏に生ワクチンを摂取し、移行抗体により雛への感染を予防する。